# Léda Forgó
Léda Forgó (* 27. července 1973 Kazincbarcika) je maďarská spisovatelka píšící německy.

## Život
Dětství strávila v Budapešti, v Pécsi na vysoké škole studovala historii. Od roku 1994 žije v Německu. Nejprve zde studovala (mj. loutkové divadlo) ve Stuttgartu, poté scénické psaní v Berlíně. V roce 2007 jí vyšla románová prvotina Der Körper meines Bruders (Tělo mého bratra). Napsala dva romány a několik divadelních her. Má tři děti.

## Literární dílo
- Der Körper meines Bruders (Tělo mého bratra), 2007, 336 S. (román)
- Vom Ausbleiben der Schönheit (Kde se nedostává krásy), 2010, 256 S. (román)